# ジュウモンジクラゲ
ジュウモンジクラゲ (Calvadosia nagatensis) は、刺胞動物の一種である。遊泳するクラゲではない。

## 特徴
十字型をしており、クラゲの中では珍しく、昆布やワカメなどの海藻に付着し、流れてきたプランクトンを先から生えた細い糸のような触手を使って捕食している。